# Лангфанг, Александр Иванович
Александр Иванович Лангфанг (1907, Брест-Литовск, Гродненская губерния, Российская империя — 21 февраля 1990, Москва, СССР) — советский деятель органов госбезопасности, генерал-лейтенант (с 9 июля 1945 г. по 17 августа 1956 г.).

## Биография
Родился в Брест-Литовске, в семье рабочего- железнодорожника. Семья Лангфангов – французская по происхождению: его предки предположительно остались в России после походов Наполеона, но к XX веку семья полностью обрусела.

### 1920-е
- С 1923 г. работал чернорабочим-бетонщиком,
- с 1924 г. — учеником прядильщика, затем прядильщиком на фабрике им. Володарского.
- В 1924 г. вступил в комсомол, стал секретарем ячейки.
- В 1925 г. принят кандидатом в члены, а позднее — в члены ВКП(б).
- В 1926 г. переведен на фабрику им. Каменева секретарем парт. ячейки. Вступил в ВКП(б)[1].
- В 1929 г. был призван в РККА. В течение года учился в школе младшего комсостава отдельной роты связи 3-й Крымской стрелковой дивизии, затем исполнял обязанности командира взвода этой же роты.

### 1930-е
- С 1931 г. — практикант, помощник уполномоченного, а затем уполномоченный ЭКУ ОГПУ.
- В 1934—1936 гг. — уполномоченный, оперуполномоченный ЭКО ГУГБ НКВД.
- В 1937—1938 гг. — помощник начальника 9-го отделения 3-го отдела (контрразведка) ГУГБ НКВД. Вскоре был избран секретарем партбюро отдела.

Вел дела:
- заместителя наркома иностранных дел Н. Н. Крестинского,
- бывших руководителей Коминтерна О. А. Пятницкого , В. А. Кнорина, руководителя службы связи Коминтерна Б. Мельникова, руководителя Коммунистического интернационала молодёжи В. Чемоданова, сотрудника отдела кадров ИККИ Го Шаотана (Крымова), одного из руководителей эстонской компартии Яна Анвельта и многих других[2].
- В 1938—1940 гг. — заместитель начальника следственной части 3-го отдела ГУГБ НКВД.

### 1940-е
- в 1940 г. — начальник следственной части 3-го отдела ГУГБ НКВД.
- С июня 1940 по июль 1941 г. А. И. Лангфанг находился в спецкомандировке в Греции по линии внешней разведки.
- После начала Великой Отечественной войны вернулся в Советский Союз.
- Начальник 6-го, а с 2 октября 1942 г. — начальник 4-го отдела 1-го Управления НКВД— НКГБ — до 1 июля 1946 г.
- В 1942 г. выполнял спецзадания в Тувинской и Монгольской народных республиках.
- В 1944—1946 гг. — заместитель начальника оперативной группы в Синьцзяне генерала В. С. Егнарова (начальника отдела спецзаданий НКГБ), оказывал помощь «национально-освободительному движению».
- 15 июня 1946 года пытался покончить с собой, выстрелив в область сердца, в сообщении С. Н. Круглову и В. С. Абакумову говорилось, что причиной попытки самоубийства стал «очередной семейный скандал». Лангфанг помещён в лазарет в Джаркенте, 16 июня самолётом перевезён в Алма-Ату[3].
- С 1 июля 1946 по 1952 г. находился в резерве назначения ПГУ МГБ (по должности начальника отдела). Числился консультантом отдела пропаганды ЦК ВКП(б) (упоминание 20 мая 1949)[3]. Возможно смешение с родственником или однофамильцем и тёзкой по инициалам — журналистом, публицистом, пропагандистом — Лангфанг Анатолий Иванович.

### 1950-е
- С 1952 г. — заместитель начальника управления — действующий резерв МГБ.
- С 17 июля 1953 по март 1954 г. — старший советник МВД в Китае.
- В марте — ноябре 1954 г. — в распоряжении управления кадров КГБ при СМ СССР.
- С 19 ноября 1954 по 20 августа 1955 г. — заместитель начальника управления КГБ при СМ СССР по Красноярскому краю.

### Опала. Арест. Заключение
- Приказом КГБ при СМ СССР № 970 от 20 августа 1955 г. уволен в запас по фактам, дискредитирующим звание генерала.
- Постановлением СМ СССР № 1140—587с от 17 августа 1956 г. лишен звания «генерал-лейтенант».
- Арестован 4 апреля 1957.
- Осужден 9 сентября 1958 Коллегией Верховного Суда СССР по ст. 58-7, 182, ч. 1 и ч. 4, 58-2 УК РСФСР к 15 годам лишения свободы. С формулировкой за «фальсификацию уголовных дел и истязания заключенных»[4].
- В 1957—1972 гг. находился в заключении за преступления в годы массового террора.
- Полностью отсидел срок, в 1972 г. вышел на свободу. Поселился в Москве, где и скончался в 1990 году.

## Награды
- 2 ордена Красного Знамени,
- 2 ордена Красной Звезды,
- орден Труда Тувинской народной республики (1942),
- знак «Почетный работник ВЧК — ГПУ» (1932),
- знак «Почетный чекист» МВД МНР (1942).